# خربة السودا (حمص)
خربة السودا قرية سورية تتبع ناحية خربة تين نور في منطقة حمص في محافظة حمص. بلغ عدد سكانها 507 نسمة في عام 2004 حسب إحصاء المكتب المركزي للإحصاء.